# Skarnsund
El estrecho de Skarn o Skarnsund es un estrecho marino del mar de Noruega localizado en el interior del fiordo de Trondheim, entre las penínsulas de Fosen y Mosvik, conectando la sección exterior del fiordo con el Beitstadfjorden, la sección interior. El cuerpo de agua, de solo unos 5 km de longitud y 0,5 km de ancho, está situado en el municipio de Inderøy. En el lado noreste del estrecho esta el pueblo de Vangshylla, y en el lado suroeste están los pueblos de Venneshamn y Kjerringvik (esta parte es el área Mosvik de Inderøy). El estrecho tiene una fuerte corriente de marea, con un remolino.
El estrecho de Skarnsund era atravesado por el ferry Vangshylla-Kjerringvik, operado por Innherredsferja, hasta el 19 de diciembre de 1991, cuando fue abierto un nuevo puente, el puente del Skarnsund, de 1.010 m de largo, parte de la carretera del condado 755.
El estrecho de Skarnsund es un sitio conocido para la pesca deportiva y el buceo.